# Hiregunjal, Kundgol
Hiregunjal là một làng thuộc tehsil Kundgol, huyện Dharwad, bang Karnataka, Ấn Độ.